# Isole di Cerboli e Palmaiola
Isole di Cerboli e Palmaiola este o arie protejată (arie specială de conservare — SAC, sit de importanță comunitară — SCI, arie de protecție specială avifaunistică — SPA) din Italia întinsă pe o suprafață de 21 ha, integral pe uscat.

## Localizare
Centrul sitului Isole di Cerboli e Palmaiola este situat la coordonatele 42°51′55″N 10°28′27″E / 42.865278°N 10.474167°E.

## Înființare
Situl Isole di Cerboli e Palmaiola a fost declarat sit de importanță comunitară în iunie 1995 pentru a proteja 11 specii de animale. Alte tipuri de protecție:
- arie de protecție specială avifaunistică (în decembrie 1998)[2]
- arie specială de conservare (în decembrie 2016)[1][3][4]

## Biodiversitate
Situată în ecoregiunea mediteraneană, aria protejată conține 5 habitate naturale: Tufărișuri halo-nitrofile (Pegano-Salsoletea), Tufărișuri termo-mediteraneene și de pre-deșert, Formațiuni scunde de Euphorbia în apropierea falezelor, Peșteri marine scufundate complet sau parțial, Faleze cu vegetație de Limonium spp. endemic de pe coastele mediteraneene.
La baza desemnării sitului se află mai multe specii protejate:
- păsări (10): Apus pallidus, Calonectris diomedea, corb (Corvus corax), șoim călător (Falco peregrinus), Larus audouinii, pescăruș-cu-cap-negru (Larus melanocephalus), mierlă albastră (Monticola solitarius), muscar sur (Muscicapa striata), Phalacrocorax aristotelis desmarestii, Tachymarptis melba
- reptile (1): Euleptes europaea

Pe lângă speciile protejate, pe teritoriul sitului au mai fost identificate 5 specii de plante, 3 specii de nevertebrate, 2 specii de reptile.